# Rio das Mortes (Minas Gerais)
O rio das Mortes é um curso de água afluente da margem direita do rio Grande, no estado de Minas Gerais, Brasil. O rio nasce na serra da Mantiqueira, a uma altitude superior a 1090 metros em relação ao nível do mar e percorre 278 quilômetros até a sua foz no reservatório da Usina Hidrelétrica do Funil, próxima a Ijaci.
O rio foi cenário da Guerra dos Emboabas, onde havia capões de mato e fortificações em que os paulistas se escondiam. Embora essa guerra tenha provocado muitas mortes, diz-se que o nome do rio deve-se ao fato de que muitas pessoas tenham morrido na tentativa de atravessar o rio a nado para não pagar o pedágio estabelecido por Tomé del Rei.

## Curso de água
O curso de água, ao longo de seus 278 quilômetros de comprimento, percorre 16 municípios mineiros:
- Barbacena
- Antônio Carlos
- Barroso
- Dores de Campos
- Prados
- Tiradentes
- Santa Cruz de Minas
- São João del-Rei
- Coronel Xavier Chaves
- Ritápolis
- Conceição da Barra de Minas
- São Tiago
- Nazareno
- Ibituruna
- Bom Sucesso

O curso do rio delimita os territórios de diversos municípios mineiros: Barbacena e Antônio Carlos; Barbacena e Barroso; Dores de Campos e Barroso; Dores de Campos e Prados; Santa Cruz de Minas e São João del-Rei; Tiradentes e São João del-Rei; Ritápolis e São João del-Rei; Bom Sucesso e Ibituruna.

## Bacia hidrográfica

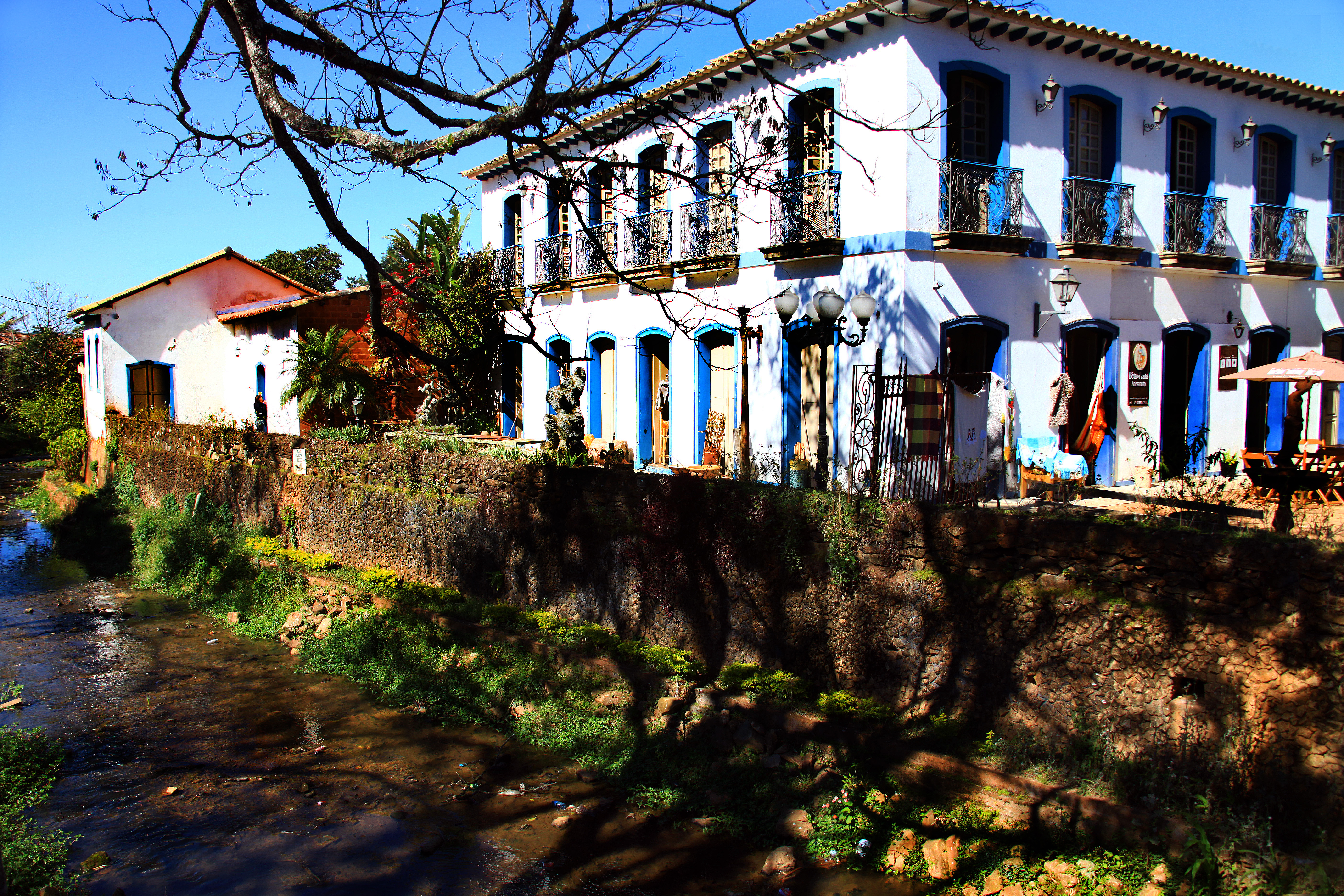
Ribeirão Santo Antônio, afluente do Rio das Mortes, no centro histórico de Tiradentes

A sub-bacia do rio das Mortes drena uma área de aproximadamente 10 560,33 quilômetros quadrados, o que corresponde a 12,7% da porção mineira da bacia do rio Grande e a 7,36% de toda essa bacia e abrange 32 municípios mineiros.
O plano diretor do comitê da Bacia Hidrográfica do Rio Grande SP/MG divide a bacia em 14 unidades de gestão, 6 localizadas no Estado de São Paulo, denominadas Unidades de Gerenciamento de Recursos Hídricos (UGRHIs), e 8 no Estado de Minas Gerais, denominadas Unidades de Planejamento e Gestão de Recursos Hídricos (UPGRH) sob a sigla específica GD. A unidade referente à sub-bacia do rio das Mortes denomina-se GD2.
De acordo com estudos sobre uso e ocupação do solo de 2006, a área da sub-bacia está distribuída da seguinte forma:
- Área agrícola: 339,65 km²,
- Área urbanizada: 74,53 km²,
- Espelho d'água: 0,00 km²,
- Pastagem / campo antrópico: 9.948,96 km²,
- Reflorestamento: 33,10 km²,
- Vegetação nativa de porte arbóreo: 164,09 km².

### Potencial hidrelétrico
Diversos empreendimentos para geração de energia elétrica estão instalados na bacia do rio das Mortes e seus afluentes em centrais geradoras hidráulicas ou pequenas centrais hidrelétricas. A capacidade total instalada na bacia é de 244 643,94 kW.
Das usinas instaladas na bacia, duas estão instaladas no curso do rio: a PCH Ilhéus, de 2 560 kW, e a PCH Lavras, de 1 200 kW. Ambas as usinas, localizadas próximo aos distritos Colônia Rodrigo Silva (Barbacena) e de São Sebastião de Campolide (Antônio Carlos) e Severiano Resende, foram reativadas em 2010. Atualmente, sua foz situa-se no reservatório da usina hidrelétrica do Funil, próximo à ilha Brasil.